# Il pittore dei draghi
Il pittore dei draghi (The Dragon Painter) è un film muto del 1919 diretto da William Worthington che ha come interpreti principali Sessue Hayakawa e Tsuru Aoki che, nella realtà, erano marito e moglie.
La sceneggiatura si basa su The Dragon Painter, romanzo di Mary McNeil Fenollosa pubblicato a Boston nel 1906. Il film è stato scelto per essere conservato nel National Film Registry della Biblioteca del Congresso degli Stati Uniti.

## Trama
Ossessionato dall'idea di aver amato una principessa trasformata in drago mille anni fa, Tatsu, un pittore di grande talento, è preso in giro dalla gente del villaggio dove vive, sperso nelle montagne. Uchida, un funzionario governativo, convince il giovane artista a seguirlo a Tokyo, raccontandogli che lì potrà rivedere la sua principessa perduta. Uchida, in realtà, vuole portare Tatsu a casa di Kano Indara per far sì che il giovane pittore diventi l'allievo di quel grande maestro che non ha eredi a cui trasmettere la propria arte.
Kano resta favorevolmente impressionato dalle opere di Tatsu e acconsente volentieri a prenderlo come allievo mentre il giovane, invece, cerca di andarsene. Cambia però parere quando vede la figlia di Kano, la bella Ume-Ko, che lui scambia per la principessa drago della sua fantasia. Il vecchio maestro acconsente alle nozze dei due giovani che si celebrano nella felicità generale. Ma il suo nuovo stato di marito felice e appagato toglie a Tatsu tutta la sua creatività e il giovane pittore non riesce più a riprendere in mano un pennello. Un giorno, Ume-Ko sparisce, lasciando un biglietto dove annuncia di volersi suicidare per permettere al marito di poter dipingere di nuovo. Lui, disperato, tenta di annegarsi ma viene salvato. Gli appare la visione di Ume-Ko che lo prega di tornare a dipingere: Tatsu obbedisce e, ispirato, dipinge con nuovo fervore dei quadri che vengono esibiti - creando grande sensazione - in una mostra a Tokyo. Ume-Ko, che in realtà si era nascosta in un monastero, torna dal marito che si è liberato finalmente dei suoi fantasmi.

## Produzione
Il film fu prodotto dalla Haworth Pictures Corporation, la casa di produzione fondata da Sessue Hayakawa, star nipponica del cinema statunitense.

## Distribuzione
Il copyright del film, richiesto dalla The Haworth Pictures Corp., fu registrato il 10 settembre 1919 con il numero LU14161. Distribuito dalla Exhibitors Mutual Distributing Company, il film uscì nelle sale cinematografiche degli Stati Uniti il 28 settembre 1919. In Italia, con il titolo Il pittore dei draghi, fu distribuito dalla R.C. Pictures, ottenendo il visto di censura 18866 il 3 novembre 1923.
Copie complete della pellicola si trovano negli archivi dell'International Museum of Photography and Film at George Eastman House di Rochester e in quelli dell'EYE Film Instituut Nederland di Bruxelles.
La pellicola è stata restaurata dal George Eastman Museum e distribuita, nel 2008, in DVD in una versione di 53 minuti con sottotitoli in francese insieme a The Wrath of the Gods.